# Congrès international des mathématiciens de 1912
 (septembre 2021).
Si vous disposez d'ouvrages ou d'articles de référence ou si vous connaissez des sites web de qualité traitant du thème abordé ici, merci de compléter l'article en donnant les références utiles à sa vérifiabilité et en les liant à la section « Notes et références ».
 (juillet 2021).
Le contenu est difficilement compréhensible vu les erreurs de traduction, qui sont peut-être dues à l'utilisation d'un logiciel de traduction automatique.
Le Congrès international des mathématiciens de 1912 (en abrégé ICM 1912) est le cinquième Congrès International des Mathématiciens. Il s'est tenu à Cambridge du 22 août au 28 août 1912.
Il réunissait 574 membres à part entière plus 134 membres, soit 708 au total.
Au Congrès de Cambridge, en Angleterre, comme au Congrès précédent à Rome, l'accent a été mis sur les candidatures. Quatre des huit conférences plénières portent sur les applications des mathématiques. Le Règlement du Congrès a été publié en anglais, français, allemand et italien. En effet, sur les quatre cours de mathématiques, il y en avait un dans chacune de ces quatre langues.
A 21h30 le 21 août, les membres du Congrès ont été reçus par Sir George Howard Darwin, président de la Cambridge Philosophical Society, et ont été présentés à M. Robert Forsyth Scott, vice-chancelier de l'Université, lors d'une conversation tenue dans la Combination Chambre et salle du St John's College.

## Problèmes de Landau
Le 23 août 1912 à 15h30, le professeur Edmund Landau a présenté sa conférence Gelöste und ungelöste Probleme aus der Theorie der Primzahl Verteilung und der Riemannschen Zetafunktion.
Les problèmes de Landau sont quatre problèmes de base bien connus sur les nombres premiers, qu'Edmund Landau a catalogués comme « insondables dans l'état actuel de la science » lors de ce congrès.